# جامعة مورغان الحكومية
جامعة ولاية مورغان هي جامعة بحثية عامة سوداء تاريخياً، تقع في بالتيمور، بولاية ماريلاند الأمريكية. وتعتبر أكبر جامعات السود في ولاية ماريلاند. في عام 1867 ، غيّرت الجامعة، التي عُرفت آنذاك باسم معهد الكتاب المقدس المئوي، وقد تم تغيير اسمها إلى كلية مورغان لتكريم القس ليتلتون مورغان، أول رئيس لمجلس أمناء الكلية والمتبرع بالأرض للكلية. أصبحت جامعة في عام 1975.
ولاية مورغان هي عضو في صندوق كلية ثورغود مارشال. على الرغم من كونها مؤسسة عامة، الا أن ولاية مورغان ليست جزءا من نظام جامعة ماريلاند. وهي مصنفة ضمن «جامعات النشاط البحثي العالي والدكتوراه».

## تاريخ الجامعة
| معهد المئوية للكتاب المقدس |
| --- |
| 1869-1882 ج.اموري روند، دد 1828-1888 دبليو ماسلين فريسينجر، د كلية مورجان 1888-1901 جون جيه واجنر، د 1901-1902 تشارلز ادموند يونغ، د 1902-1937 جون أو.سبنسر، دكتوراه. كلية ولاية مورجان 1937-1948 دوايت أو دبليو هولمز، دكتوراه 1948-1970 مارتن دي جنكيز، دكتوراه في القانون 1970-1971 توماس بي.فراسر، 2 دكتوراه 1971-1974 الملك فيرجيل تشيك، دينار 1974-1975 توماس بي فريزر، دكتوراه جامعة ولاية مورجان 1975-1984 أندرو بيلينجسلي، دكتوراه 1984-2010 ايرل س. ريتشاردسون، اد 2010 إلى الوقت الحاضر ديفيد ويلسون، اد |

يقع حرم جامعة ولاية مورغان بمساحة 143فدانا في شمال شرق بالتيمور، وتمتلك المدرسة التصنيف الرسمي لجامعة ولاية ماريلاند الحضرية العامة. تأسست جامعة ولاية مورغان في عام 1867 باسم معهد المئوية للكتاب المقدس، مدرسة أسقفية ميثودية، لتدريب الشباب في الوزارة. في وقت وفاته، منح توماس كيلسو، المؤسس المشارك ورئيس مجلس الإدارة، مدرسة الذكور الحرة والمعهد الملون من خلال إرث ممتلكاته.
وسعت لاحقا مهمتها لتثقيف الرجال والنساء على حد سواء كمعلمين. تم تغيير اسم المدرسة إلى كلية مورجان في عام 1890 تكريما للقس ليتلتون مورغان، أول رئيس لمجلس أمنائها، الذي تبرع بالأرض للكلية. في عام 1895، منحت المؤسسة درجة البكالوريا الأولى لجورج دبليو إف مكميشين، وبعد ذلك تم تسمية مبنى كلية الأعمال والإدارة اليوم. حصل ماكمشين لاحقًا على شهادة في القانون من جامعة ييل، وبعد أن أسس حياته المهنية، أصبح أحد الداعمين الماليين الرئيسيين لمورغان.
في عام 1915 ، قدم أندرو كارنيغي للمدرسة منحة قدرها 50000 دولار لمبنى أكاديمي مركزي. وشملت شروط المنحة شراء موقع جديد للكلية، ودفع جميع الالتزامات المستحقة، وإنشاء مبنى يحمل اسمه. استوفت الكلية الشروط وانتقلت إلى موقعها الحالي في شمال شرق بالتيمور في عام 1917.
في عام 1918، قام المجتمع الأبيض في لورافيل بمحاولة استرداد الممتلكات التي تم بيعها عن طريق رفع دعوى في محكمة الدائرة في توسون، وذلك بسبب الاستياء من بيع ممتلكات لفي ميل، الموقع المخطط لولاية مورغان، إلى كلية «الزنوج». ورفضت محكمة الدائرة الدعوى التي استأنفها المجتمع أمام محكمة استئناف ماريلاند. أيدت محكمة الاستئناف قرار المحكمة الأدنى، ولم تجد أي أساس بأن تعيين الكلية في هذا الموقع سيشكل مصدر إزعاج عام. على الرغم من بعض التهديدات القبيحة والعديد من المظاهرات ضد المشروع، تم تشييد كلية مورجان في الموقع الجديد وتم توسيعها لاحقًا. تم تشييد قاعة كارنيجي، أقدم مبنى أصلي في حرم مورغان الحالي، بعد عام.
ظلت مورغان مؤسسة خاصة حتى عام 1939. في ذلك العام، اشترت ولاية ماريلاند المدرسة ردًا على دراسة حكومية أن ولاية ماريلاند بحاجة إلى توفير المزيد من الفرص التعليمية لمواطنيها السود، حيث كان التعليم العالي لا يزال منفصلاً. أصبحت كلية مورغان كلية ولاية مورغان. في عام 1975، أضافت ولاية مورغان العديد من برامج الدكتوراه وقدم مجلس إدارتها التماسًا إلى الهيئة التشريعية في ولاية ماريلاند لمنحها وضع الجامعة.
في عام 2020 ، تبرعت ماكنزي سكوت بمبلغ 40 مليون دولار لولاية مورغان. ويعتبر هذا التبرع هو الأكبر في تاريخ ولاية مورغان وواحد من أكبر التبرعات على الإطلاق لجامعة من جامعات السود.
في عام 2021، تبرع كالفين إي تايلر جونيور بمبلغ 20 مليون دولار لمنح منح دراسية للطلاب المحتاجين مالياً في ولاية مورغان. يُعتقد أن تبرع تايلر هو أكبر تبرع قدمه طالب سابق لمؤسسة سوداء تاريخيًا.

## بناء القرن الحادى والعشرين
في القرن الحادي والعشرين، شهدت المدرسة إنشاء اتحاد طلابي جديد، وموقفين مخصصين لوقوف السيارات، ومكتبة إيرل س.ريتشاردسون، ومركز أبحاث ديكسون، ومبنى الاتصالات، ومركز دراسات البيئة المبنية والبنية التحتية. يقع المبنيان الأخيران، بالإضافة إلى أحد مرآبي السيارات، في أقصى شمال الحرم الجامعي، ويتصلان بجسر اتصالات جديد فوق هيرنج رن. أعيد بناء الكواد المركزي أيضًا، وتم الانتهاء منه في أوائل عام 2012، ويتضمن اتصالًا مباشرًا بين الجسرين الرئيسيين في الحرم الجامعي والعديد من رفوف الدراجات الجديدة.
أصبح مركز كارل ج. مارفي للفنون الجميلة مكانًا مهمًا للمسرحيات والحفلات الموسيقية التي تزور بالتيمور، وهو أيضًا موطن متحف جيمس إي لويس للفنون، وهو متحف للفن الأفريقي الأمريكي. في سبتمبر 2012، افتتحت ولاية مورغان مركز دراسات البيئة المبنية والبنية التحتية الذي يضم كلية الهندسة المعمارية والتخطيط، ومدرسة دراسات النقل، كلية الهندسة.
أخيرًا، تم افتتاح مدرسة ايرل جي جريفز للأعمال والإدارة الجديدة بالجامعة أبوابها في سبتمبر 2015 بالقرب من مركز نورثوود للتسوق؛ تم توسيع الحرم الجامعي المجاور إلى الغرب من طريق هيلين لأول مرة وإسكان كلية إدارة الأعمال.

## أكاديميون
تمنح ولاية مورغان درجات البكالوريا والماجستير والدكتوراه. تم تسجيل أكثر من 7698 
طالبًا في مورغان. في الآونة الأخيرة، تم التركيز على التوجه الحضري للجامعة. تم دمج هذا التركيز في برامج الدراسات العليا. على مستوى الدراسات العليا، تقدم الجامعة ماجستير في الآداب، ماجستير في إدارة الأعمال، ماجستير في العلوم، ماجستير في التربية، دكتوراه في التربية، دكتوراه في الفلسفة، دكتوراه في الهندسة، ودكتوراه في الصحة العامة.

### التسجيل
اعتبارًا من خريف 2019، كان هناك 6,491 طالبًا جامعيًا و 1,302 طالب دراسات عليا مسجلين في مورغان، وكان هناك حوالي 30 ٪ من غير المقيمين في ولاية ماريلاند، بما في ذلك العديد من الدول الأجنبية، مثل المملكة العربية السعودية والكويت ونيجيريا. أكبر مصادر خارج القيد في ميريلاند ونيويورك، نيو جيرسي، وبنسلفانيا.
من عام 2006 إلى عام 2019، ظل عدد الطلاب الأمريكيين من أصل أفريقي ثابتًا ولكن زادت أعداد المجموعات العرقية الأخرى، بما في ذلك الطلاب البيض من أصل إسباني / لاتيني وغير إسباني. كما زاد عدد الطلاب الدوليين في تلك الفترة. في عام 2006، كان عدد الطلاب 6700، بما في ذلك 60 طالبًا من أصل لاتيني، وفي عام 2019 وصل عدد الطلاب إلى 7700 طالبًا، بما في ذلك 260 طالبًا من أصل لاتيني.

## المدارس والكليات
تدير الجامعة اثنتي عشرة كلية ومدرسة ومعهد.
- كلية الآداب
- كلية إدارة الأعمال
- كلية التربية والدراسات الحضرية
- كلية الهندسة
- كلية الحاسبات والرياضيات والعلوم الطبيعية
- كلية الدراسات العليا
- كلية العمارة والتخطيط
- كلية صحة المجتمع والسياسة
- مختبر باتوكسنت لبحوث البيئة والمياه
- مدرسة الخدمة الاجتماعية
- كلية الصحافة العالمية والاتصال
- كلية الدكتورة كلارا آدامز الفخرية

### كلية الآداب
كلية الآداب هي أكبر قسم أكاديمي في الجامعة. بالإضافة إلى تقديم مجموعة متنوعة من برامج الدرجات العلمية، فإنها تقدم أيضًا جزءًا كبيرًا من الدورات في متطلبات التعليم العام بالجامعة. تقدم كلية الآداب ثلاثة برامج دكتوراه (دكتوراه)، ستة برامج ماجستير في الآداب، اثنان ماجستير في العلوم، أحد عشر بكالوريوس في الآداب، اثنان بكالوريوس في العلوم، وبكالوريوس واحد في الفنون الجميلة. (منتدى بواو الاسيوى)، وثلاثة وعشرون القصر، كل في موضوعات مثل
الاقتصاد، اللغة الإنجليزية، التاريخ، الدراسات الأفريقية الأمريكية، دراسات الشتات الأفريقي، دراسات شرق آسيا، الدراسات البيئية، دراسات لاتيني، العلوم العسكرية، الفلسفة، كتابة السيناريو، علم الاجتماع، واللغات العالمية، من بين أمور أخرى.
تستضيف كلية الفنون الليبرالية أيضًا متحفين: متحف جيمس إي لويس للفنون ومتحف ليلي كارول جاكسون للحقوق المدنية. متحف جيمس إي لويس للفنون هو الامتداد الثقافي للبرنامج الأكاديمي للفنون الجميلة بجامعة ولاية مورغان. يوضح متحف ليلي كارول جاكسون للحقوق المدنية آخر جريمة قتل جماعي مسجلة في ولاية ماريلاند. عمل ليلي كارول جاكسون، وكلارنس إم ميتشل جونيور، وجوانيتا جاكسون ميتشل، وكارل مورفي، وثورغود مارشال، ومارجريت كاري، والعديد من حلفائهم على إنهاء الإعدام خارج نطاق القانون وغيره من أشكال الظلم العنصري في الولايات المتحدة.

### كلية إدارة الأعمال
تم تسمية مدرسة اريل ج.جرافز للأعمال والإدارة بهذا الاسم تكريماً لخريجيها اريل ج.جرافز الأب، ويقع مقرها في مبنى مدرسة جرافز للأعمال والإدارة، الذي تم افتتاحه في فصل الخريف 2015 في الغرب. حافة الحرم الجامعي. إنه فصل دراسي أحدث طراز، ومختبر، ومبنى مكاتب، مع غرف لطلاب إدارة الضيافة للعمل. تقدم المدرسة العالمية لادارة الأعمال درجات البكالوريوس في العلوم وماجستير في إدارة الأعمال وماجستير العلوم ودرجة الدكتوراه. تم اعتماد هذه البرامج من قبل جمعية تطوير كليات الأعمال الجامعية.

## كلية التربية والدراسات الحضرية
تقع كلية التربية والدراسات الحضرية في قاعة بانكر . تقدم المدرسة برامج للحصول على درجة البكالوريوس والماجستير.

### كلية الهندسة
قبلت كلية الهندسة أول فصل لها بدءا من عام 1984. حصل الخريجون الأوائل على درجات علمية في عام 1988. كان يوجين إم ديلواتش (المتقاعد 2016) أول عميد لكلية الهندسة، بعد أن كان رئيسًا لقسم الهندسة الكهربائية في هوارد الجامعة . وخلفه الدكتور مايكل ج. سبنسر الذي كان سابقًا أستاذًا للهندسة الكهربائية في جامعة كورنيل.
جامعة ولاية مورغان، كلية الهندسة لديها برامج جامعية معتمدة من الاعتماد الأكاديمي للهندسة والتكنولوجيا. تمنح برامج الدراسات العليا بالمدرسة درجة الماجستير في الهندسة ودرجة الدكتوراه في الهندسة ودرجة الماجستير في النقل.
بحلول عام 1991، تم الانتهاء من بناء 35000 قدم مربع (3300 م 2) مبنى كلية كلارنس إم ميتشل الابن للهندسة، وتضمنت المنشأة ستة عشر مختبرًا تعليميًا وخمسة مختبرات بحثية. مبنى ويليام دونالد شايفر هو 40000 قدم مربع (3700 م 2) بالإضافة إلى كلية الهندسة وتم الانتهاء منه في أبريل 1998. وقد وفرت المنشأة المعامل التعليمية والفصول الدراسية وصالة الطلاب ومختبرات البحوث و 2200 قدم مربع (200 م 2)) ملحق المكتبة. في عام 2015، قدم خريجو كلية الهندسة بجامعة ولاية مورغان أكثر من ثلثي المهندسين المدنيين الأمريكيين الأفارقة في الولاية، و 60 في المائة من المهندسين الكهربائيين الأمريكيين من أصل أفريقي، و 80 في المائة من المتخصصين في الاتصالات السلكية واللاسلكية الأمريكية الأفريقية، وأكثر من ثلث علماء الرياضيات الأمريكيين من أصل أفريقي وجميع المهندسين الصناعيين في ولاية ماريلاند.

### كلية العمارة والتخطيط
في عام 1997، كانت الجامعة البحثية السوداء الوحيدة التي أسست برامج معتمدة في الهندسة المعمارية، هندسة المناظر الطبيعية، والمدن والتخطيط الإقليمي. تم الإعلان عن خطة من قبل إيرل ريتشاردسون في عام 2005 لبرنامج إنشاء حالة المدرسة وتم تعيينها على أنها مدرسة الهندسة المعمارية والتخطيط في عام 2008. تم تصميم مركز الدراسات العمرانية والبيئية بواسطة حورد كوبلان ماخت بالتعاون مع مجموعة فريلون. بدأوا البناء في عام 2010 لإيواء جميع التخصصات ذات الصلة، وتم إعلان المبنى كأحد المباني الجامعية الأكثر إثارة للإعجاب والصديقة للبيئة في العالم. في عام 2018، قدمت ماري آن أكيرز اقتراحًا إلى لجنة التعليم العالي في ماريلاند للدعوة إلى كلية الهندسة المعمارية والتخطيط لتكون رائدة في برنامج البكالوريا في التصميم الداخلي الأول في ماريلاند، وكان أول فصل تخرج لها في مايو من عام 2020.

### مكتبة
مكتبة إيرل إس. ريتشاردسون هي مركز مصادر المعلومات الأكاديمية الرئيسي في الحرم الجامعي. يغطي المبنى الجديد ما يقرب من 222.517 قدمًا مربعًا والذي تم افتتاحه في عام 2008. وتشكل المكتبة ما يزيد عن 500000 مجلد وإمكانية الوصول إلى أكثر من مليون كتاب إلكتروني و 5000 إصدار دوري. هناك 167 قاعدة بيانات على الإنترنت مشتركة في المكتبة. يتم توفير مساحات للقراءة والدراسة مع وصول سلكي ولاسلكي إلى قواعد البيانات للبحث. إحدى هذه المجموعات في المجلدات كتبًا عن إفريقيا، مع التركيز على إفريقيا جنوب الصحراء. مجموعة الأمريكيين من أصل أفريقي هي مجموعة من الكتب ذات الأهمية التاريخية والحالية من قبل الأمريكيين الأفارقة وعنهم وتتضمن أوراقًا وتذكارات لأشخاص مثل اميت جاي سكوت، سكرتير بوكر تي واشنطن، وآرثر ج. سميث، الذي كان مرتبطًا بالقسم القنصلي للشرق الأقصى بوزارة الخارجية ومجموعة جنكيز، التي سميت باسم نعيم جنكيز، وتتكون من المواد المرتبطة بالكويكرز والعبودية. وقد تم الحصول على مجموعة مارتن جنكينز في عام 1980. معا، وتوفر هذه المجموعات على حد سواء نظرة معاصرة وتاريخية من الأمريكيين من أصل أفريقي في مجال التعليم، والخدمة العسكرية، والسياسة، والدين. تقع المكتبة في مواجهة طريق هيلين وتشمل ردهة متعددة الطوابق وصالات وغرف دراسة جماعية خاصة وقاعات اجتماعات وغرفة تعليمات معززة بالتكنولوجيا ومختبر كمبيوتر وأجهزة كمبيوتر أخرى في العديد من المواقع.

## الحياة الطلابية والأنشطة

### المرافق السكنية
يسكن ما يقرب من 2000 طالب في أربع قاعات إقامة تقليدية ومبنيين شاهقين وثلاثة مجمعات سكنية. تعتبر قاعة بالدوين، وقاعة كامينز، ومنزل هاربر توبمان، ومنزل أوكونيل، مساكن على الطراز التقليدي.
- بالدوين (طلبة رجال & نساء منتقلة)
- كامينز (طلبة رجال & رجال متنقلة)
- هاربر توبمان (المختلطة المفضلة مع مرتبة الشرف)
- قاعة أوكونيل (طلبة رجال)

أبراج بلونت (جميع تصنيفات النساء) وقاعة رولينغز (جميع تصنيفات الرجال) هي قاعات إقامة شاهقة (ستة إلى ثمانية طوابق). ثورغود مارشال (طلبة & رجال متنقلة) هو مجمع على طراز الشقق يقع داخل الحرم الجامعي. تعد كل من شقق مورغان فيو وحدائق صالة الرخام عبارة عن مجمعات سكنية مختلطة على طراز الشقق من الطبقة العليا التي تقع خارج الحرم الجامعي. مورغان فيو هي منشأة مخصخصة تقدم خدماتها لطلاب ولاية مورغان.

### ألعاب القوى
المقال الرئيسي: مورغان ستيت بيرز
انظر أيضا: كرة السلة للرجال مورغان الدولة الدببة و ، مورغان الدولة الدببة كرة القدم ، ومورغان الدولة الدببة لاكروس
تُعرف فرق مورغان الرياضية باسم الدببة ، وهم يتنافسون في مؤتمر الشرق الأوسط الرياضي. بين عامي 1926 و 1928، شغل الشاب تشارلز درو منصب مدير رياضي. خلال هذا الوقت قام بتحسينات كبيرة في سجلات فرق المدرسة. من الثلاثينيات حتى الستينيات، بقيادة المدرب ثم المدير الرياضي إدوارد ب. هرت، كانت فرق مورغان الرياضية أسطورية. تمت صياغة أكثر من ثلاثين من لاعبي كرة القدم من قبل اتحاد كرة القدم الأميركي ولعبوا فيه  وتنافس العديد من لاعبي المضمار على المستوى الدولي وحصلوا على مكانة عالمية. بحلول أواخر الستينيات من القرن الماضي ، أنهت معظم الكليات والجامعات البيضاء نظام الفصل العنصري ضد طلاب المدارس الثانوية السود  والعديد من طلاب المدارس الثانوية السوداء والرياضيين بدأوا في التسجيل في المدارس التي مُنعوا من الالتحاق بها قبل عقد من الزمان فقط. أثناء تحقيق الهدف الوطني المتمثل في إلغاء الفصل العنصري ، استنفد التكامل القوة الرياضية للمدارس مثل ولاية مورغان وجامعة ولاية غرمبلينغ. على سبيل المثال ، اجتذبت المسابقة السنوية بين ولاية مورغان وغرمبلينغ التي أقيمت في مدينة نيويورك في أواخر الستينيات أكثر من 60.000 معجب. واليوم ، لا يلعب الفريقان بعضهما البعض ونادرًا ما تجتذب مباريات كرة القدم المنزلية لمورغان ما يصل إلى 10000 معجب باستثناء مباراة العودة للوطن بالمدرسة. منافسي ولاية مورغان هم جامعة هوارد بيسون(غالباً ما يطلق على المباراة معركة بيلتواي) ونسور كوبين ستيت .
في عام 2021، أعلنت ولاية مورجان عن خطط لإحياء برنامج المصارعة الخاص بهم والذي تم إيقافه في عام 1997 بفضل تبرع بقيمة 2.7 مليون دولار من مجموعة مخصصة لإعادة المصارعة إلى الجامعات العالمية السوداء. التبرع، وهو الأكبر في تاريخ الدببة، سيجعل ولاية مورغان القسم الوحيد في الجامعات السوداء الذي يقدم المصارعة.

#### لاكروس
بحلول عام 1975، أصبحت ولاية مورغان مشهورة بفريق لاكروس. لاكروس ، رياضة كان الرياضيون البيض يهيمنون عليها حتى ذلك الحين. لا يزال لاعبو اللاكروس في المدرسة الثانوية السوداء في ماريلاند ونيويورك يواجهون صعوبة في الالتحاق بالمدارس غير السوداء. كانت جامعة ولاية مورغان الأولى - وحتى مطلع القرن العشرين، الوحيدة - تاريخيًا جامعة سوداء تضم فريقًا لاكروس.
في عام 2005 نظم الطلاب نادي لاكروس الذي يلعب في أندية لاكروس بالكلية الأخرى ، لكن الفريق لم يتأهل بعد ليصبح فريقًا معتمدًا من الرابطة الوطنية لرياضة الجامعات. لن تسمح الجامعة لفريق النادي الجديد باستخدام أي من مجالاته أو منشآته. لعب فريق النادي أكثر من عشرين مباراة في السنوات الثلاث الماضية ، معظمها «خارج الأرض» بسبب افتقار الدببة إلى ملعب منزلي أو غرف خلع الملابس أو زيارة مرافق الفريق.
كرة السلة
في عام 2009، فاز فريق كرة السلة الرجالي في ولاية مورغان بموسم ألعاب القوى في منطقة الشرق الأوسط العادي وبطولة البطولة وتأهل لبطولة كرة السلة للرجال 2009 | قسم الرابطة الوطنية لرياضة الجامعات في أول ظهور لهم في البطولة ، خسر فريق بيرز المصنف الخامس عشر أمام فريق أوكلاهوما سونرز لكرة السلة للرجال في موسم 2008-09، أوكلاهوما سونرز ، 82-54، في الجولة الأولى من المنطقة الجنوبية.
في عام 2010، فاز فريق كرة السلة الرجالي في ولاية مورغان مرة أخرى ببطولة ألعاب القوى في الشرق الأوسط للموسم العادي وبطولة البطولة  وتأهل لبطولة كرة السلة للرجال 2010 | قسم الرابطة الوطنية لرياضة الجامعات مرة أخرى كبذرة 15. خسرت ولاية مورغان أمام جامعة وست فيرجينيا في الجولة الأولى بنتيجة 77-50.

#### قاعة الشهرة الرياضية
تم تجنيد أكثر من مائتي رجل وامرأة من الرياضيين في ولاية مورغان في قاعة مشاهير جامعة ولاية مورغان، بما في ذلك قاعة مشاهير الرابطة الوطنية لكرة القدم روزي براون، ليروي كيلي وويلي لانيير، الحائز على الميدالية الذهبية الأولمبية مرتين جورج رودن، ومدرب فريق تن بيرز لاكروس هوارد «تشيب» سيلفرمان .

### الكورال
تعد جوقة جامعة ولاية مورغان واحدة من أرقى فرق الكورال الجامعية في البلاد وقد قادها لأكثر من ثلاثة عقود الراحل الدكتور ناثان كارتر، قائد الفرقة الموسيقية الشهير والملحن والمنسق. تشمل المجموعات التي تشكل أقسامًا فرعية للجوقة التي نالت استحسان نقاد جوقة الجامعة، والتي تضم أكثر من 140 صوتًا قويًا، و (حوالي 40 صوتًا) مغنيين مورغان في حين أن الموسيقى الشعبية الكلاسيكية والإنجيلية والمعاصرة تشكل غالبية ذخيرة الكورال، لذا فقد اشتهرت الجوقة بتأكيدها على الحفاظ على التراث الروحي، لا سيما في الممارسات التاريخية للأداء. قدمت جوقة جامعة ولاية مورغان عروضا للجمهور في جميع أنحاء الولايات المتحدة وجميع أنحاء العالم، بما في ذلك جزر البهاما، جزر فيرجن، جزر الكناري، وكندا، وأفريقيا، وآسيا، وأوروبا. كان آخر ظهور دولي لهم في سانت بطرسبرغ، روسيا، بدعوة من المايسترو يوري تيميركانوف، مدير الموسيقى وقائد فرقة أوركسترا بالتيمور السيمفونية. في روسيا، عزفت الجوقة في ساحة المهرجان الدولي الخامس للفنون واستقبلت بحماس من قبل جمهورها الروسي. وقد ظهرت الجوقة في مركز كينيدي للفنون الأدائية، وفي مركز لينكولن وقاعة كارنيجي في مدينة نيويورك في مناسبات عديدة، أداء وعروض أول أعمال مثل قصيدة في عيد ميلاد جون كوريجليانو «حار جدا على هاندل» من تنظيم ملحني برودواي بوب كريستيانسون وجاي أندرسون  و «اللوحات الأفريقية» لهانيبال لوكومبي، بقيادة المخرج الموسيقى ليونارد سلاتكين، كجزء من المهرجان الأفريقي لمركز كينيدي . جاءت واحدة من أكثر اللحظات التاريخية للجوقة مع فرصة الغناء تحت قيادة روبرت شو، وقيادة أوركسترا سانت لوقا وانضمت إليها جيسي نورمان وآخرون في حفل احياء ذكرى ميلاد كارنيجي المئوية لماريان أندرسون. ويعتبر هذا حدث معلم رئيسي وحركة تاريخية خلال موسم 1996-1997 حيث تم بث أصوات حفل «الذكرى الفضية» إلى المنازل في جميع أنحاء ولاية ماريلاند. فاز الحفل بثلاث جوائز إيمي لتلفزيون ماريلاند العام (أم بي تي).تواصل شركة أم بي تي بث هذا الأداء المميز خلال أقسام محددة من محركات عضويتهم. في عام 1993، انضمت الجوقة إلى الممثل جيمس إيرل جونز في أداء «الراية ذات النجوم المتلألئة» في بطولة كل نجوم دوري البيسبول الأمريكي عام 1993 في حديقة أوريول في كامدن ياردز، والتي تم بثها على شبكة سي بي إس.
تشتهر الجوقة باتساقها في الأداء ، ومن المحتمل أن تؤدي الجوقة عروض سنوية مع فرق الأوركسترا الكبرى في الولايات المتحدة أكثر من أي جوقة جامعية أخرى. على سبيل المثال ، تضمن موسم 1998-1999 عروضًا مع الأوركسترا السيمفونية الوطنية، وأوركسترا نيويورك، وأوركسترا فيلادلفيا، وأوركسترا بافالو السيمفونية، وأوركسترا بالتيمور السيمفونية، وأوركسترا نوكسفيل السيمفونية. خلال موسم 1999-2000، ظهرت الجوقة مع أوركسترا نيويورك الفيلهارمونية في عمل تم تكليفه حديثًا في ذلك الوقت للألفية ، «فليقف الجميع»، بواسطة وينتون مارساليس. أعادت الجوقة تمثيل أغنية «فليقف الجميع» في براغ ، في أكتوبر 2000 وسجلتها مع أوركسترا مركز لينكولن للجاز، وهي أوركسترا لوس أنجلوس، وفي عام 2003، سجلت الجوقة القطعة في باريس، فرنسا. في ديسمبر 2003، قدمت الجوقة «بورتريهات أفريقية» مع فرقة بالتيمور السيمفونية في حفل غالا لمتحف ريجنالد إف لويس لمتحف ماريلاند للتاريخ والثقافة الأمريكية الأفريقية. في عدد مايو 2004، صنفت مجلة ريدرز دايجست كورال جامعة ولاية مورجان على أنها «أفضل جوقة جامعية» في قائمتها «أفضل 100 جوقة في أمريكا».

### فرقة
يتكون برنامج فرقة جامعة ولاية مورغان من ست فرق: الفرقة الموسيقية، الفرقة السمفونية، الرياح السمفونية، الفرقة الحارة، فرقة الجاز، وموسيقى كومبو الجاز. قامت الفرقة المسيرة، التي تحمل اسم آلة المسيرة الرائعة ، بأداء عروضها في مباريات ولاية مورغان لكرة القدم، وألعاب اتحاد كرة القدم الأمريكي ، والافتتاحيات الرئاسية ، وألعاب السلسلة العالمية ، وفي الظهور التليفزيوني الإقليمي والمحلي. ظهرت الفرقة أيضًا في الفيلم الأمريكي رئيس الدولة عام 2003 وظهرت في عرض السماء ، وهو برنامج تلفزيوني يضم توم جوينر.
في 28 نوفمبر 2019، ظهرت آلة المسيرة الرائعة لأول مرة على الإطلاق في موكب عيد الشكر لميسي.

### الحياة اليونانية
جامعة ولاية مورغان لديها فصول من كل من المنظمات الأعضاء في المجلس الوطني اليوناني.
| اسم الفصل  | منظمة                      |
| ---------- | -------------------------- |
| ألفا بيتا  | الأخوة ألفا فاي ألفا       |
| دلتا ألفا  | نادي نسائي ألفا كابا ألفا  |
| ألفا جاما  | نادي نسائي دلتا سيجما ثيتا |
| ألفا       | الأخوة ايوتا فاي ثيتا      |
| ألفا إيوتا | الأخوة كابا ألفا بسي       |
| بي         | الأخوة أوميغا بسي فاي      |
| جاما       | الأخوة فاي بيتا سيجما      |
| بيتا تاو   | نادي نسائي سيجما جاما رو   |
| جاما       | نادي نسائي زيتا فاي بيتا   |

تضم جامعة ولاية مورغان أيضا مجموعة متنوعة من المنظمات الأخوية الأخرى. هذه المنظمات هي جزء من مجلس المنظمات المستقلة.
| اسم الفصل              | منظمة                                          |
| ---------------------- | ---------------------------------------------- |
| ألفا                   | الأخوة ألفا نو أوميغا                          |
| ألفا                   | نادي نسائي ألفا نو أوميغا                      |
| الأم الدب أ            | زمالة جروف فاي جروف الاجتماعية                 |
| ايتا جاما              | فرقة الأخوة الفخرية الوطنية كابا كابا بسي      |
| نجيري زوباري كويندوم ج | مليكة كامبي نادي نسائي                         |
| شركة J-8-5             | بيرشينج الملائكة نادي نسائي                    |
| شركة J-8               | بيرشينج بنادق الأخوة                           |
| بي ايتا                | الأخوة فاي مو ألفا سنفونيا                     |
| كابا الحادي عشر        | سيجما ألفا لوتا الأخوة الموسيقية للنساء        |
| الحادي عشر             | جمعية شرف سيجما دلتا بي الوطنية الجامعية       |
| مارالي نوبيا بير       | زمالة سوينج فاي سوينج الاجتماعية               |
| إبسيلون أوميغا         | نادي نسائي فرقة تاو بيتا سيمغا الفخرية الوطنية |
| زيتا                   | دلتا تشي شي الأخوة الرقص الفخرية               |

## الخريجين وأعضاء هيئة التدريس البارزين

### الخريجين
حقق خريجو جامعة ولاية مورغان شهرة في مجالات ألعاب القوى والعلوم والحكومة والقانون والجيش بما في ذلك أربعة أعضاء من قاعة مشاهير كرة القدم في اتحاد كرة القدم الأمريكي (ويلي لانيير، روزفلت براون، ليروي كيلي، ولين فورد) ومجلة بلاك انتربرايز الناشر إيرل جريفز، كبير القضاة في أعلى محكمة في ماريلاند، وكلارنس دنافيل محامي وناشط في الحقوق المدنية، وما يقرب من اثني عشر من جنرالات الجيش الأمريكي، بمن فيهم اللفتنانت جنرال ويليام «كيب» وارد، أول قائد لقيادة الولايات المتحدة في أفريقيا، نيويورك ويليام سي رودن ، كاتب العمود الرياضي في التايمز، ومؤسس الكليات والجامعات السوداء تاريخيا جاريت كارتر الأب. الكاتب المسرحي والمنتج التلفزيوني ورجل الأعمال ديفيد تالبرت والعداء الأولمبي الأمريكي الإسرائيلي دونالد سانفورد. الناشط الحقوقي والناقد الموسيقي لصحيفة بالتيمور الأفرو-أميركية آدا جنكينز تخرج من ولاية مورغان. العالمة والمخترعة فاليري توماس هي أيضًا من خريجي ولاية مورغان.
إد جيني، رئيس بلدية بيتسبرغ المنتخب، خريج عام 1994.

### الأساتذة
عضو هيئة التدريس السابق، إرنست ليون كان سفيراً للولايات المتحدة في ليبيريا ومؤسس معهد ميريلاند الصناعي والزراعي للشباب الملونين . المؤرخ الأمريكي الأفريقي الشهير والباحث الرائد الدكتور بنجامين أ. كوارلز في هيئة التدريس بها لعقود عديدة. كان الطبيب والعالم تشارلز آر درو، المعروف بعمله في نقل الدم ، أول مدير رياضي في كلية مورجان. أعضاء هيئة التدريس البارزون الذين يدرسون حاليًا في جامعة ولاية مورغان تشمل المؤلف والمخرج الأكثر مبيعًا إم كيه أسانتي، والباحث ريموند وينبوش، ومؤرخ أمريكي من أصل أفريقي روزالين تيربورج بن .

## ملحوظات
- A^ Iota Phi Theta was founded at Morgan State University on September 19, 1963.

## روابط خارجية
- الموقع الرسمي